# Ігіу (комуна)
Ігіу (рум. Ighiu) — комуна у повіті Алба в Румунії. До складу комуни входять такі села (дані про населення за 2002 рік):
- Ігіу (1244 особи) — адміністративний центр комуни
- Ігієл (994 особи)
- Бучердя-Віноасе (957 осіб)
- Целна (1120 осіб)
- Шард (2117 осіб)

Комуна розташована на відстані 276 км на північний захід від Бухареста, 8 км на північний захід від Алба-Юлії, 70 км на південь від Клуж-Напоки.

## Населення
За даними перепису населення 2002 року у комуні проживали 6432 особи.
Національний склад населення комуни:
| Національність | Кількість осіб | Відсоток |
| -------------- | -------------- | -------- |
| румуни         | 6170           | 95,9%    |
| цигани         | 227            | 3,5%     |
| угорці         | 30             | 0,5%     |
| німці          | 4              | 0,1%     |
| італійці       | 1              | < 0,1%   |

Рідною мовою назвали:
| Мова       | Кількість осіб | Відсоток |
| ---------- | -------------- | -------- |
| румунська  | 6392           | 99,4%    |
| угорська   | 24             | 0,4%     |
| циганська  | 14             | 0,2%     |
| німецька   | 1              | < 0,1%   |
| італійська | 1              | < 0,1%   |

Склад населення комуни за віросповіданням:
| Релігія                                       | Кількість осіб | Відсоток |
| --------------------------------------------- | -------------- | -------- |
| православні                                   | 5847           | 90,9%    |
| п'ятдесятники                                 | 334            | 5,2%     |
| греко-католики                                | 91             | 1,4%     |
| баптисти                                      | 83             | 1,3%     |
| реформати                                     | 24             | 0,4%     |
| бретрени                                      | 18             | 0,3%     |
| римо-католики                                 | 14             | 0,2%     |
| адвентисти                                    | 2              | < 0,1%   |
| лютерани (Аугсбурзького сповідання)           | 2              | < 0,1%   |
| унітарії                                      | 1              | < 0,1%   |
| лютерани (Синодально-пресвітеріанська церква) | 1              | < 0,1%   |
| не релігійні                                  | 1              | < 0,1%   |
| не вказали релігію                            | 2              | < 0,1%   |